# Imma homocrossa
Imma homocrossa är en fjärilsart som beskrevs av Edward Meyrick 1930. Imma homocrossa ingår i släktet Imma och familjen Immidae. Inga underarter finns listade i Catalogue of Life.